# NGC 4987
NGC 4987 је елиптична галаксија у сазвежђу Ловачки пси која се налази на NGC листи објеката дубоког неба.
Деклинација објекта је + 51° 55' 46" а ректасцензија 13h 7m 59,0s. Привидна величина (магнитуда) објекта NGC 4987 износи 13,4 а фотографска магнитуда 14,4. NGC 4987 је још познат и под ознакама UGC 8216, MCG 9-22-15, CGCG 271-13, PGC 45502.